# Pomnik Thiruvalluvara
Pomnik Thiruvalluvara – kamienna statua o wysokości 40,5 metra, przedstawiająca Thiruvalluvara, tamilskiego poetę i świętego żyjącego od ok. 200 do 30 roku p.n.e. Jest on twórcą dzieła Tirukkural. Pomnik odsłonięto 1 stycznia 2000 roku w obecności premiera M. Karunanidhiego na przylądku Komoryn, w sąsiedztwie miasta Kanyakumari, gdzie schodzą się ze sobą wody Zatoki Bengalskiej, Morza Arabskiego i Oceanu Indyjskiego, w najdalej na południe wysuniętej części Indii. Twórcą pomnika jest V. Ganapati Sthapati, autor m.in. projektu świątyni Iraivan na Hawajach. Turyści mogą podpłynąć do pomnika łodziami. Z uwagi na działanie słonej wody, posąg jest impregnowany raz na kilka lat środkami chemicznymi, aby zapobiec jego zniszczeniu.

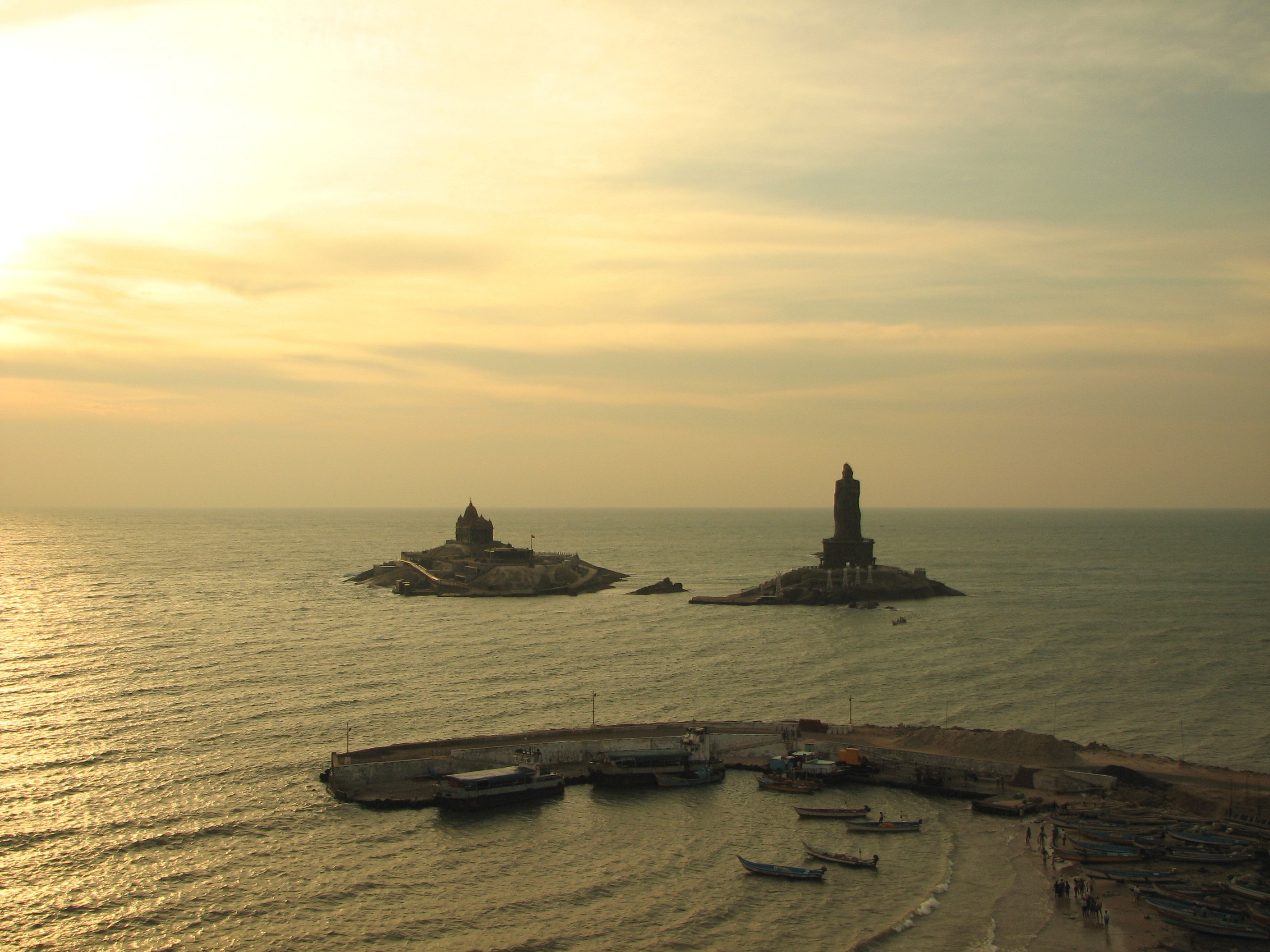
Skała Wiwekanandy i pomnik Thiruvalluvara
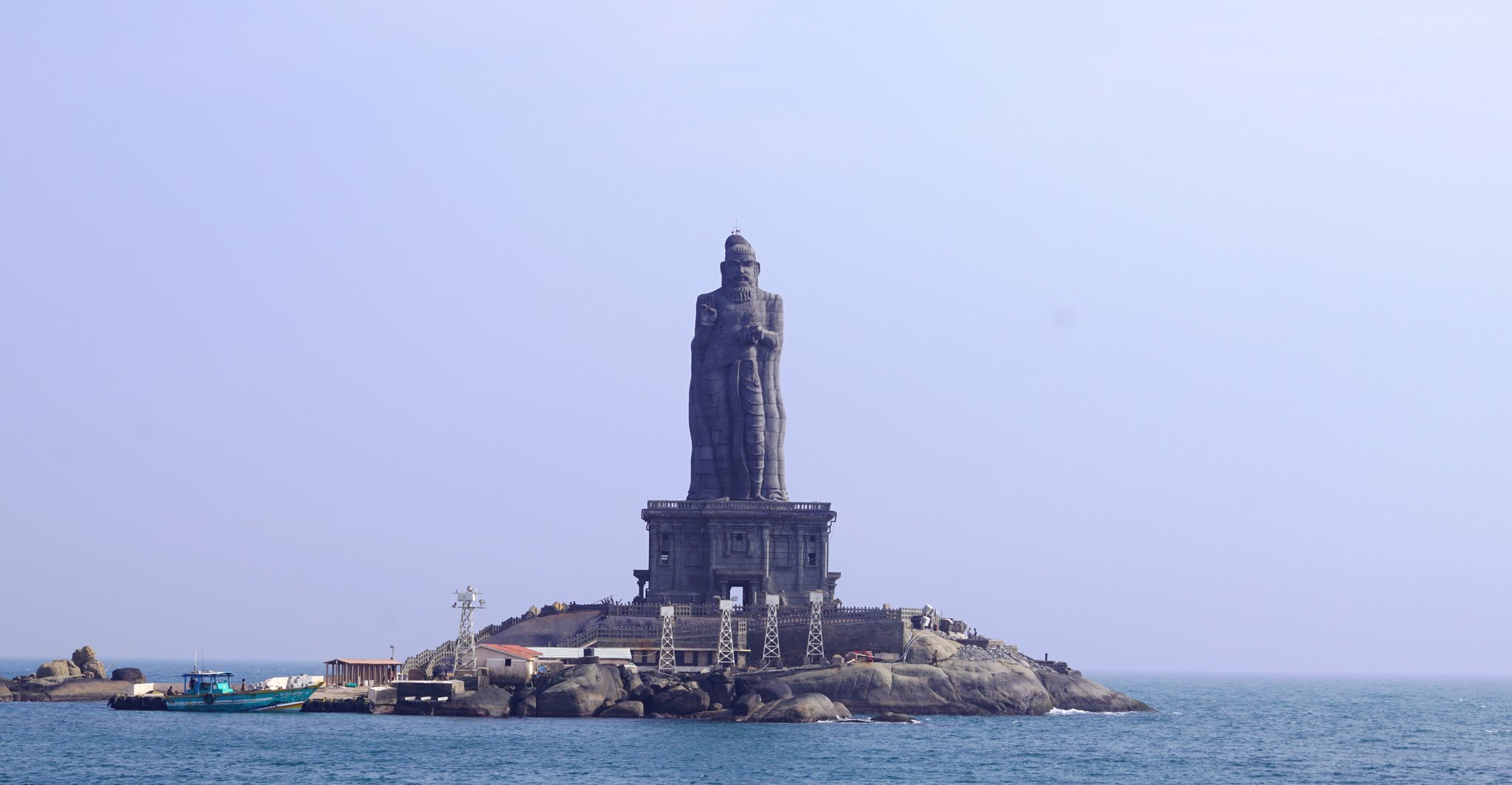
Widok od frontu
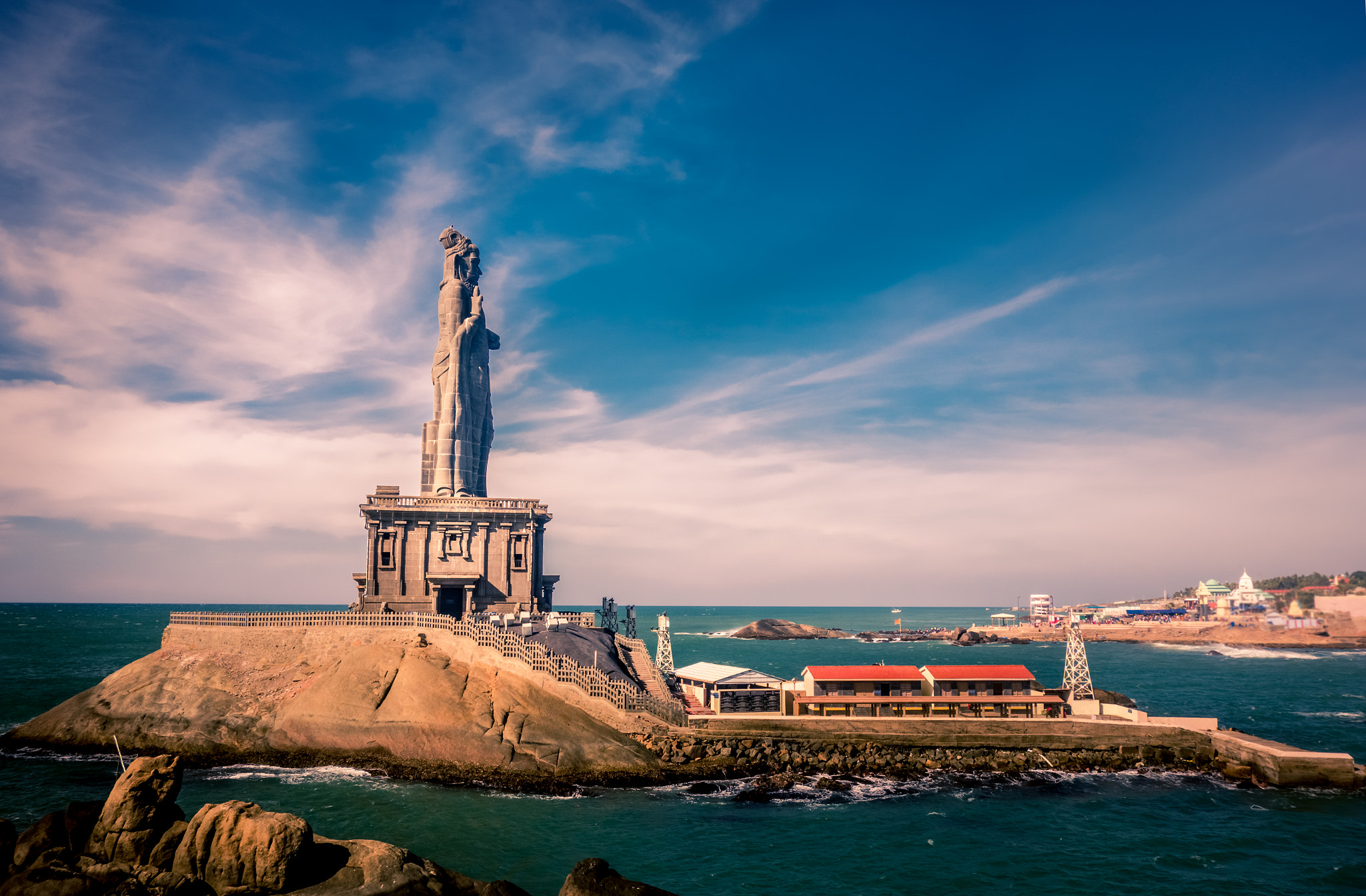
Widok z boku
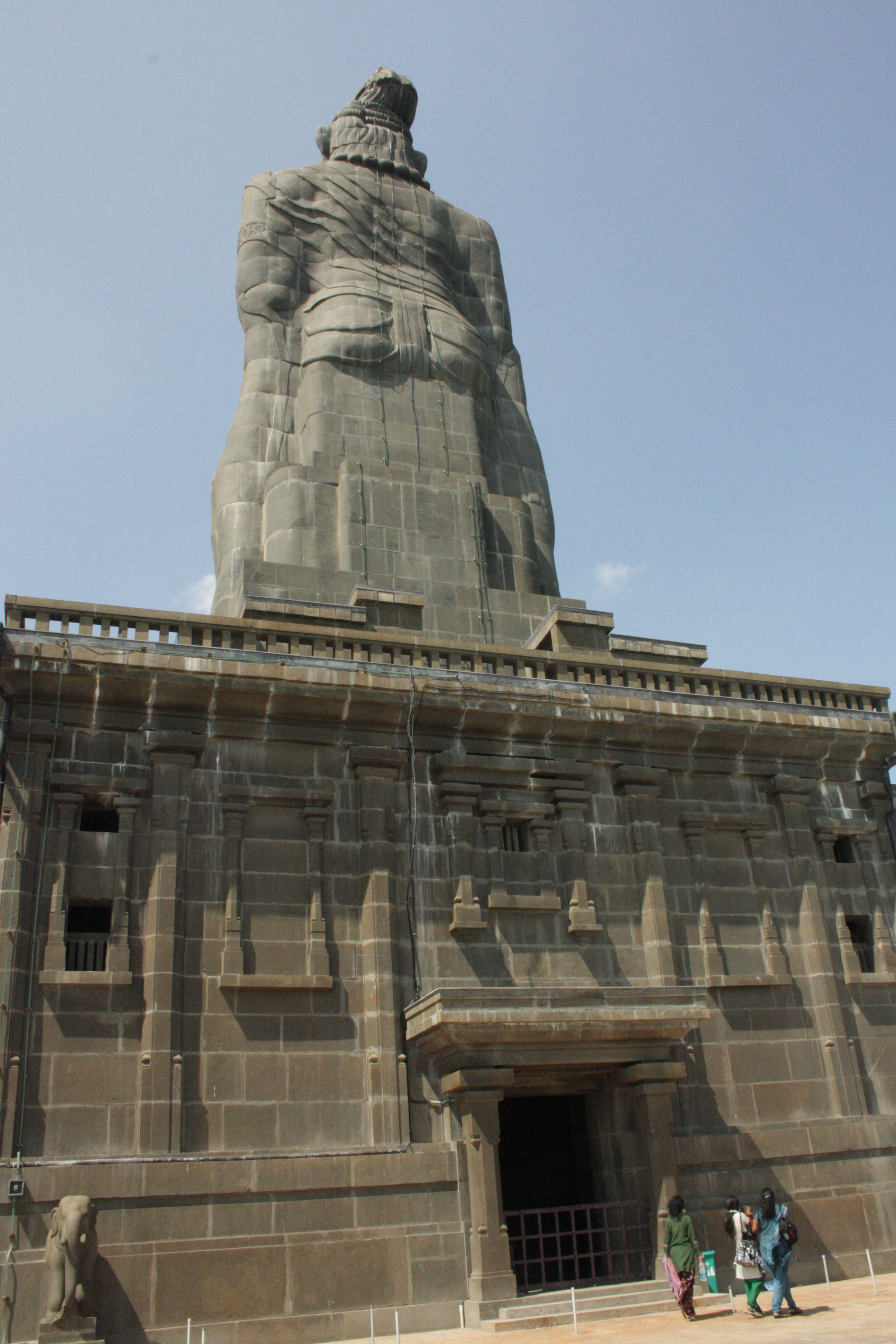
Widok z tyłu
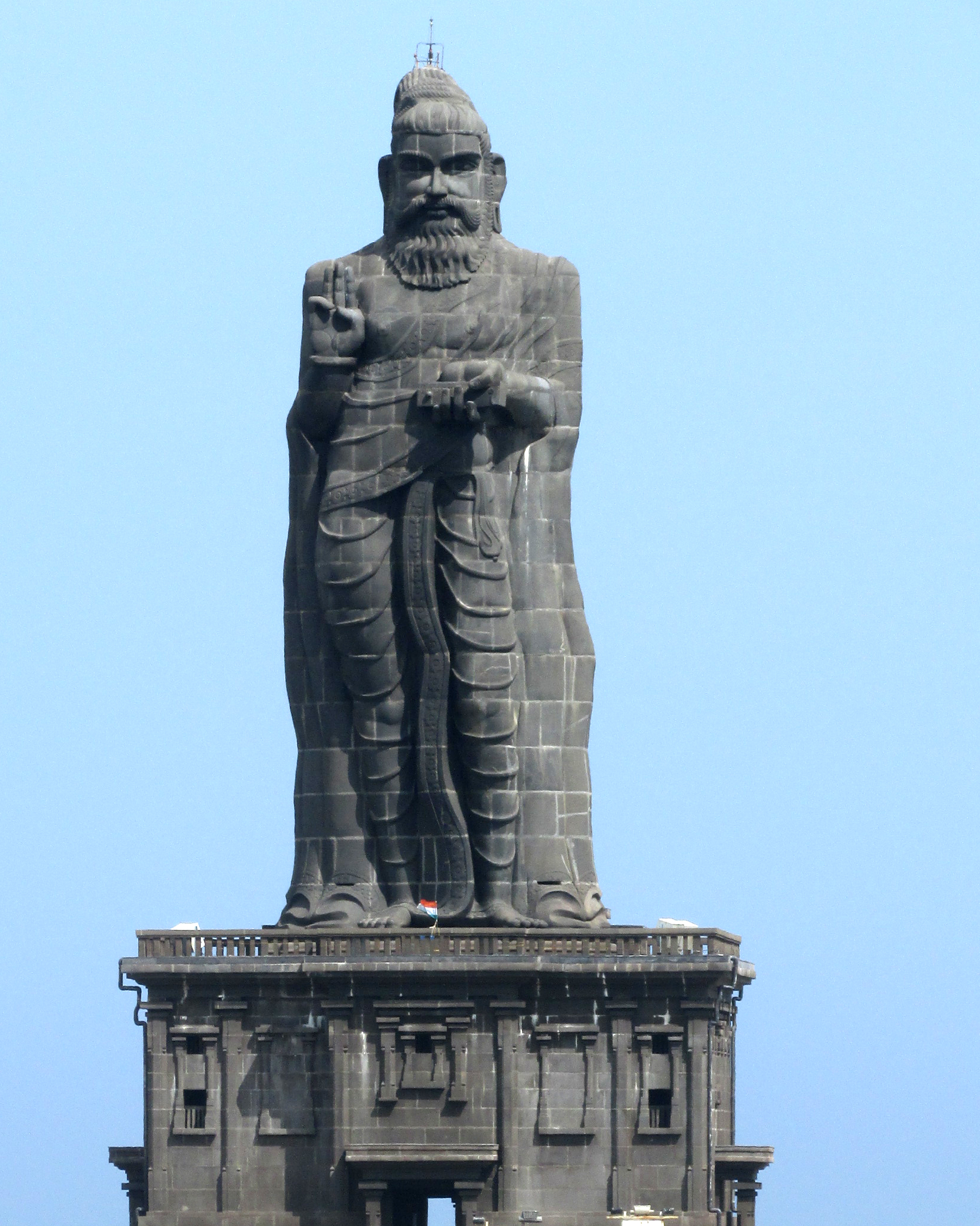
Posąg od frontu
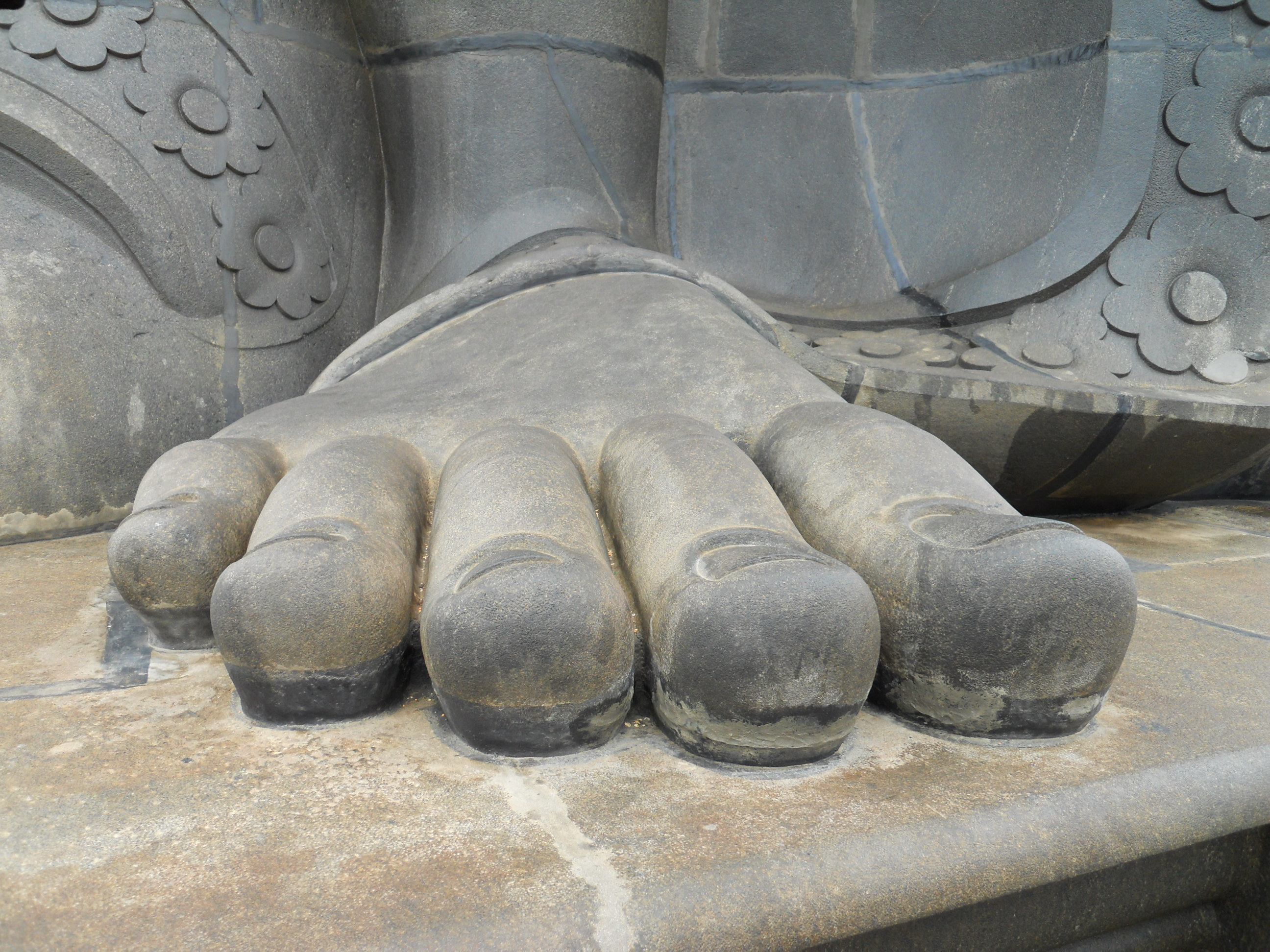
Detal – stopa
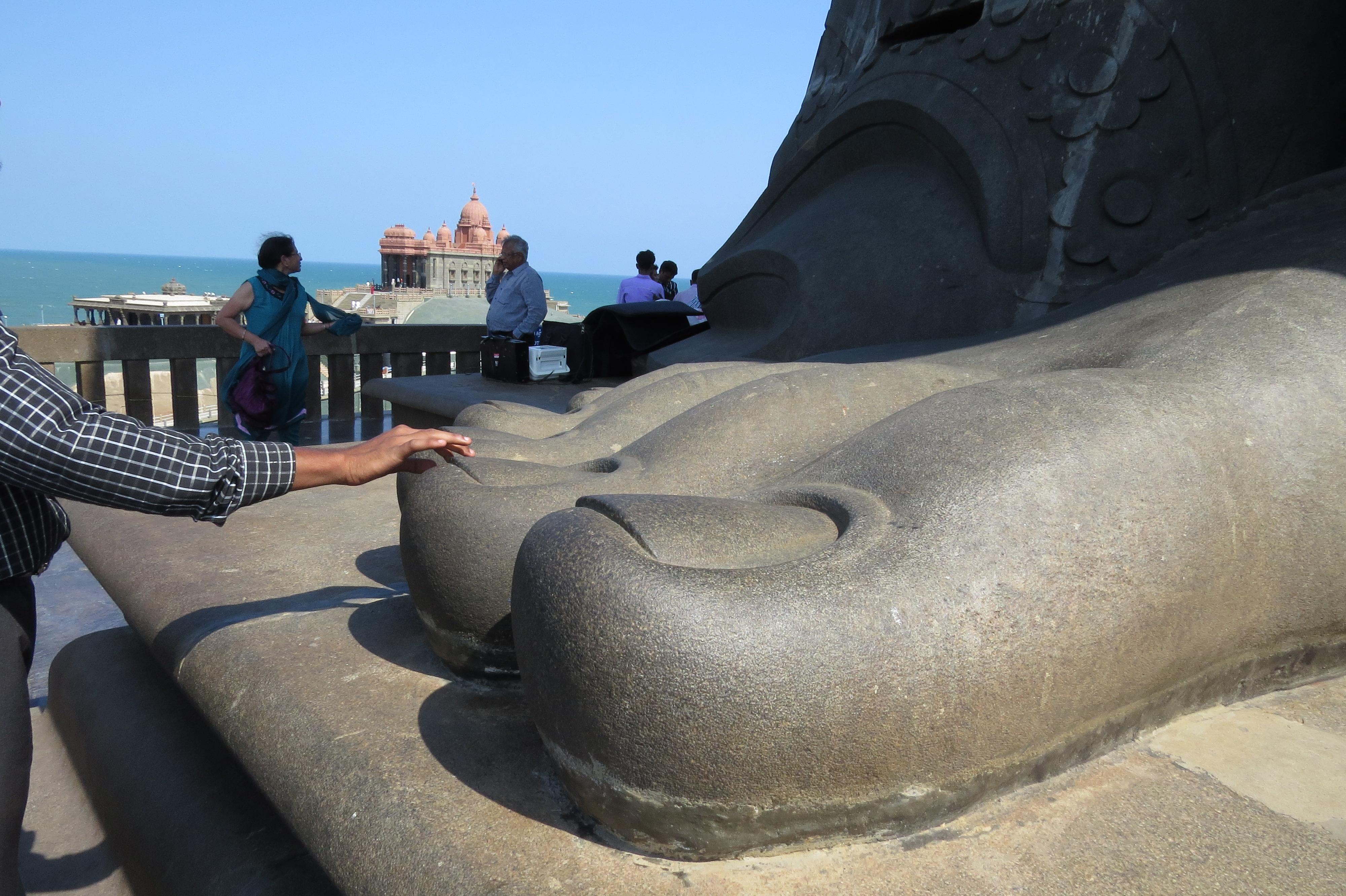
Detal – stopa
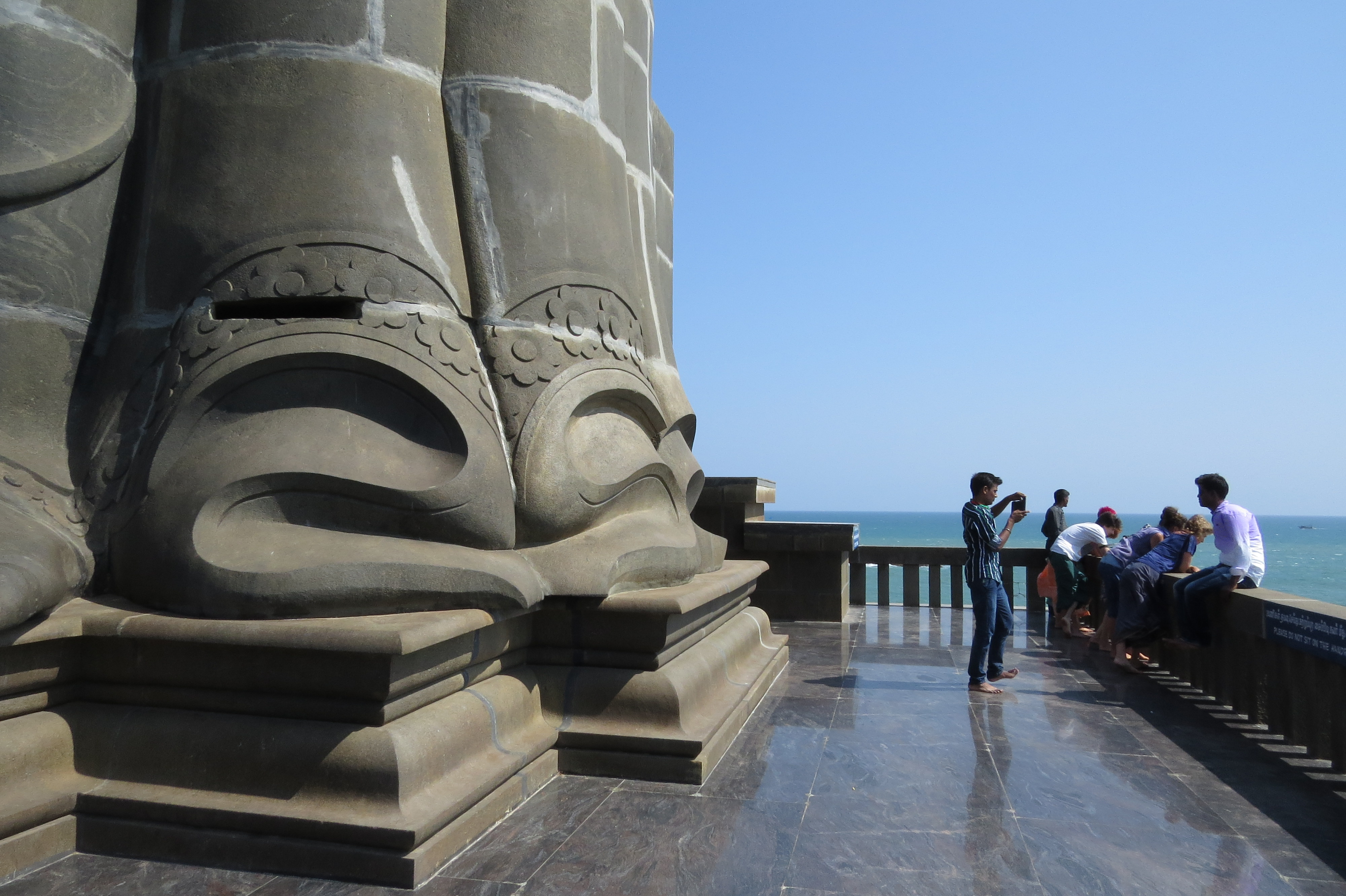
Balustrady wokół podstawy posągu